# Ozyptila hardyi
Ozyptila hardyi es una especie de araña cangrejo del género Ozyptila, familia Thomisidae.

## Distribución
Esta especie se encuentra en los Estados Unidos.